# Rejon podwołoczyski
Rejon podwołoczyski – były rejon obwodu tarnopolskiego Ukrainy.
Został utworzony w 1939 r., jego powierzchnia wynosiła 837 km², a ludność rejonu liczyła 46 300 osób.
Na terenie rejonu znajdowały się: 1 miejska rada, 1 osiedlowa rada i 34 silskie rady, obejmujących w sumie 60 miejscowości. Siedzibą władz rejonowych są Podwołoczyska.

## Miejscowości rejonu
- Bogdanówka (Богданівка)
- Chmieliska (Хмелиська)
- Choptianka (Хоптянка)
- Czerniszówka (Чернилівка)
- Dorofijówka (Дорофіївка)
- Faszczówka (Фащівка)
- Hałuszczyńce (Галущинці)
- Hnilice (Гнилиці)
- Hniliczki (Гнилички)
- Hołoszyńce (Голошинці)
- Hołotki (Голотки)
- Horodnica (Городниця)
- Huszczanki (Гущанки)
- Iwanówka (Іванівка)
- Kaczanówka (Качанівка)
- Kamionki (Кам'янки)
- Klebanówka (Клебанівка)
- Klimkowce (Климківці)
- Kołodziejówka (Колодіївка)
- Korszyłówka (Коршилівка)
- Koszlaki (Кошляки)
- Koziary (Козярі)
- Krzywe (Криве)
- Lisieczyńce (Лисичинці)
- Łozówka (Лозівка)
- Magdalówka (Магдалівка)
- Medyń (Медин)
- Mołczanówka (Мовчанівка)
- Mysłowa (Мислова)
- Mytnica (Митниця)
- Nowe Sioło (Нове Село)
- Nowosiółka Skałacka (Новосілка)
- Obodówka (Ободівка)
- Orzechowiec (Оріховець)
- Ostapie (Остап'є)
- Palczyńce (Пальчинці)
- Panasówka (Панасівка)
- Pieńkowce (Пеньківці)
- Podilla (Поділля)
- Podwołoczyska (Підволочиськ)
- Połupanówka (Полупанівка)
- Popławy (Поплави)
- Prosowce (Просівці)
- Rosochowaciec (Росохуватець)
- Rożyska (Рожиськ)
- Staromiejszczyzna (Староміщина)
- Suchowce (Сухівці)
- Supranówka (Супранівка)
- Skałat (Скалат)
- Skałat Stary (Старий Скалат)
- Skoryki (Скорики)
- Szczasnówka (Щаснівка)
- Szelpaki (Шельпаки)
- Szewczenkowe (Шевченкове)
- Tarnoruda (Тарноруда)
- Teklówka (Теклівка)
- Terpiłówka (Терпилівка)
- Toki (Токи)
- Turówka (Турівка)
- Worobijówka (Воробіївка)
- Zarubińce (Зарубинці)
- Żerebki (Жеребки)